# Celtis rubrovenia
Celtis rubrovenia är en hampväxtart som beskrevs av Adolph Daniel Edward Elmer. Celtis rubrovenia ingår i släktet Celtis och familjen hampväxter. Inga underarter finns listade i Catalogue of Life.